# 多布拉河 (塞利亞河支流)

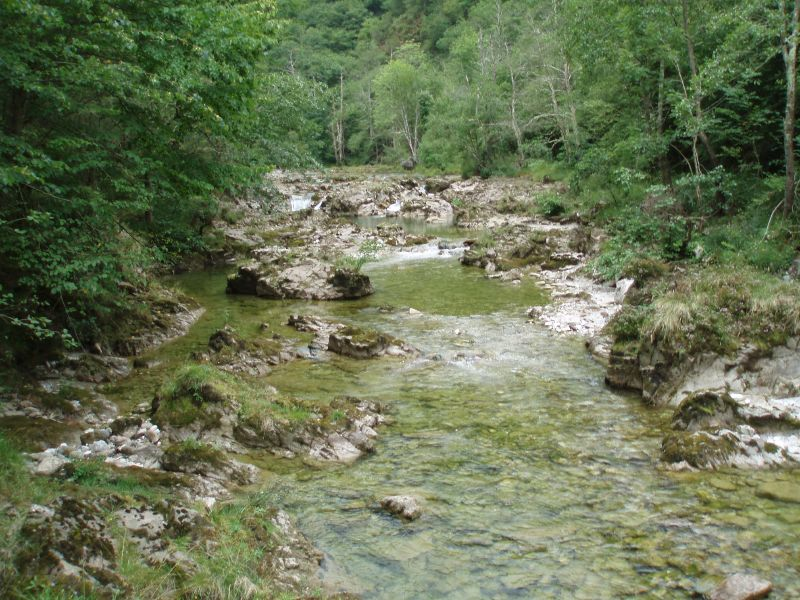
多布拉河

多布拉河（西班牙語：Río Dobra）是西班牙的河流，位於該國北部，河道全長23公里，發源自坎塔布連山脈，流經阿斯圖里亞斯，最終注入塞利亞河，河道上的水壩建於二十世紀中期。